# Mammoet

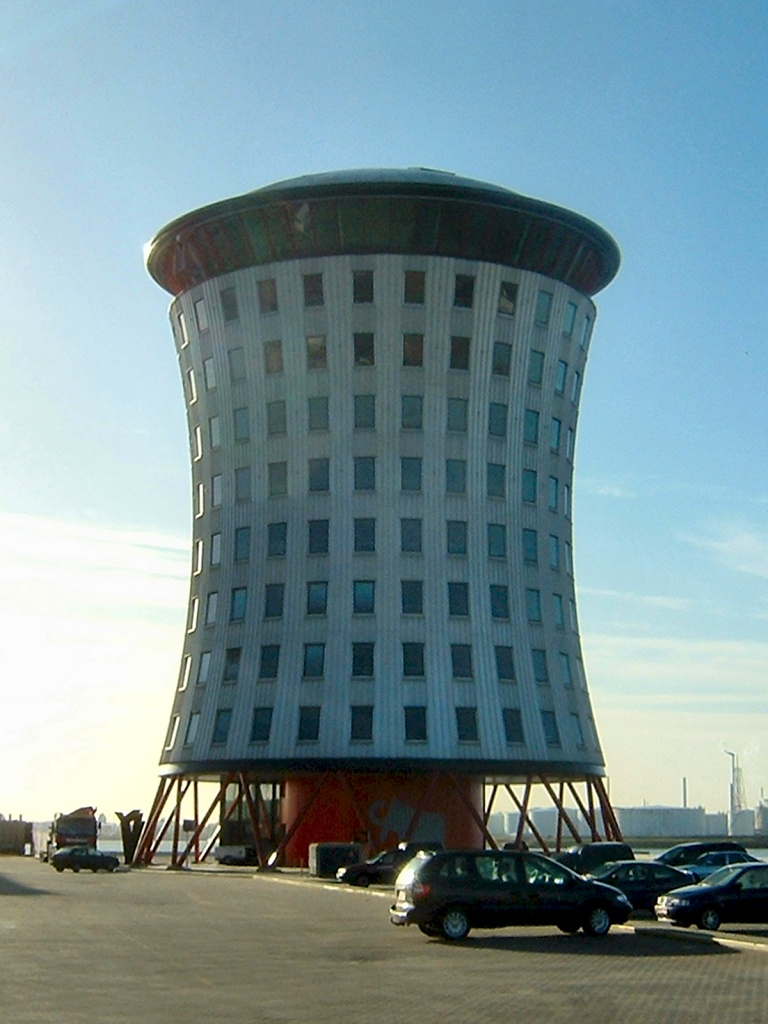
Mammoets huvudkontor, byggt i sin helhet på annan plats.

Mammoet är ett nederländskt företag som specialiserat sig på förflyttning av "omöjliga" objekt. Företaget finns representerat i alla världsdelar och har sitt huvudkontor i Schiedam. Bland uppdragen finns placering av tunga objekt inom den petrokemiska industrin, brobyggen, marina jobb och lyftet av K-141 Kursk.
I utrustningen ingår bland annat en modulbaserad trailer, populärt kallad tusenfotingen, som kan kopplas samman till enorma synkroniserade enheter, olika lyftkranar, lastbilar, hydrualiska domkrafter och pråmar.
Företaget har hand om delar av Kiruna kyrkas flytt 2025.